# Sacristie de saint Jean
La Sacristie de saint Jean (sagrestia di San Giovanni ou sagrestia della Cura) est l'une des quatre sacristies du sanctuaire de la Sainte Maison de Lorette, insérée entre les chapelles absidiales de l'église. 
Elle abrite un précieux cycle de fresques de Luca Signorelli, datant de 1477 à 1480, et il est admis que c’est dans cette présente chapelle que furent réalisées les fresques de Piero della Francesca et  Domenico Veneziano dont la présence à Lorette est attestée par Giorgio Vasari dans ses vies ; travail pictural interrompu pour cause d’épidémie de peste et repris à la suite par Luca Signorelli lui-même.  
La sacristie, caractérisée par son plan octogonal, a probablement été décorée par Luca Signorelli après 1475, à la suite d'une commande de Girolamo Basso della Rovere, qui avait juridiction sur Lorette de 1476 à 1506 et était cardinal en 1477 : ses armoiries peuvent être vues au centre de la voûte. 
L'œuvre a été confiée au jeune Signorelli, qui s'était fait connaître dans les Marches à cette époque, parmi les meilleurs élèves de Piero della Francesca, capable de synthétiser les multiples découvertes artistiques qui se concentraient alors dans l'Italie centrale. Il était assisté de Don Pietro Dei et, selon certaines reconstitutions peu populaires, du Pérugin. Certains évoquent les fresques après l'activité de la Chapelle Sixtine, vers le milieu des années 1480. 

## Description et style
« Les anges de Signorelli, à Lorette, dansent, jouent  harpe, psautiers, violons, cymbales, et ondoient dans les voiles de lumières allumés des nimbes, des flammèches, du soleil qui rayonnent derrière le corps et irradient tout autour dans le ciel de la Sacristie. »

— Adolfo Venturi

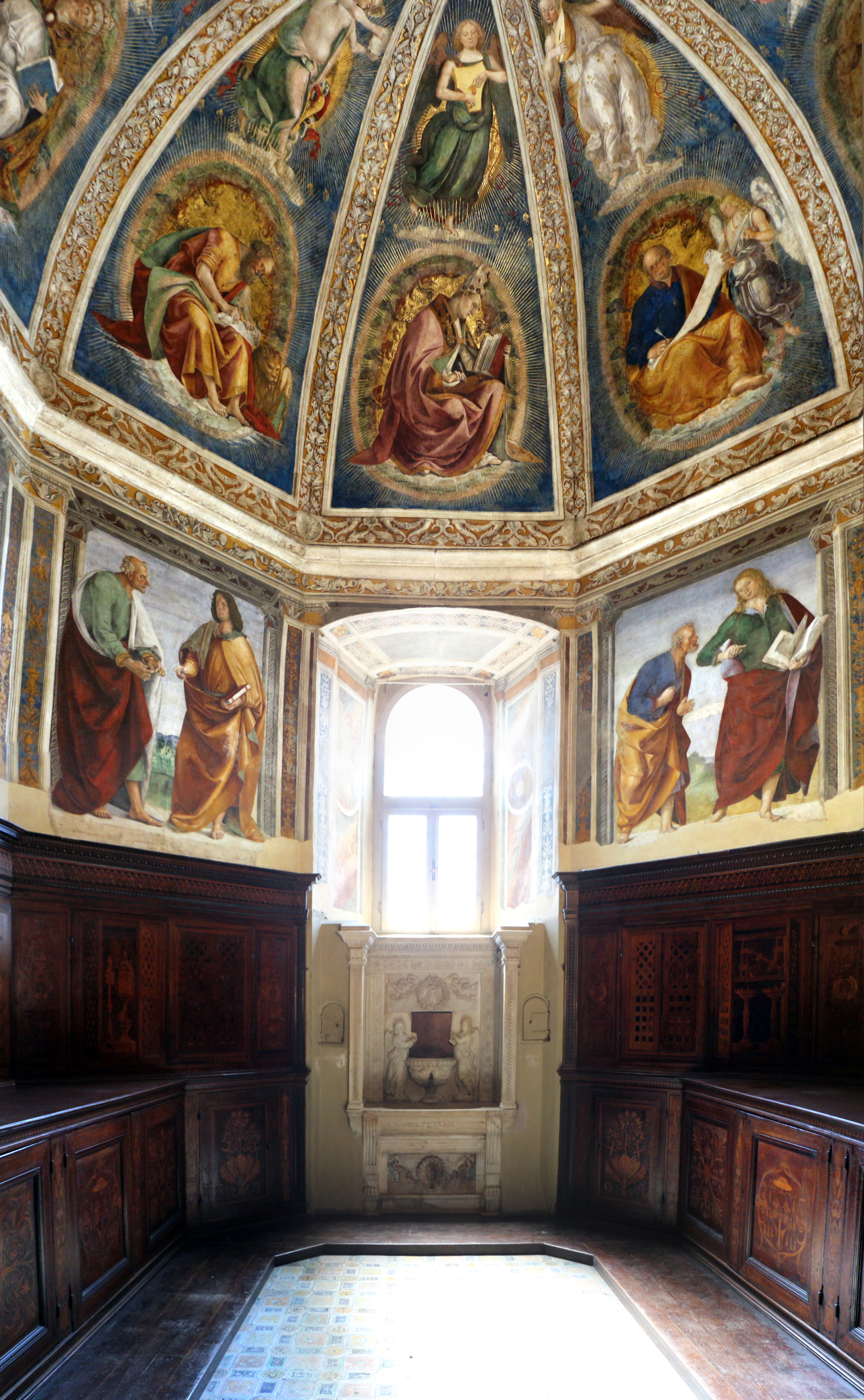
Vue d'ensemble.

La sacristie, comme ses jumelles dédiées aux évangélistes, présente une base octogonale. La porte Renaissante, sculptée et incrustée, est attribuée à Benedetto da Maiano. 
La voûte à huit segments est décorée d'une série de huit anges musiciens, suivis par l'alternance des quatre Évangélistes et des Docteurs de l'Église.  
Le Saint Ambroise, le Saint Matthieu avec son ange et l'ange au-dessus de Saint Jérôme se distinguent comme des œuvres très probablement de la main-même de Signorelli. 
Sur les murs, dans le registre supérieur, se trouvent les scènes de la Conversion de saint Paul sur la route de Damas et de lIncrédulité de saint Thomas, ainsi que cinq paires dApôtres sur la paroi opposée.  
Dans l'Incrédulité, la physionomie du Christ est un peu rouge et dodue, presque identique à celle trouvée dans la Bannière de la Flagellation. 
Les influences stylistiques des peintures font référence à Bramante, Le Pérugin et Andrea del Verrocchio (la formule tirée de la célèbre statue d'Orsanmichele), et peut-être aussi au Retable de Pesaro de Giovanni Bellini, en ce qui concerne l'épisode de la Conversion.  
Ce dernier se caractérise par une emphase dramatique notable et une certaine théâtralité, dans l'éblouissante apparition lumineuse, qui surprend Paul couché devant ses compagnons éblouis et en fuite. 
Scarpellini a noté l'agencement des figures apostoliques monumentales autour du spectateur, qui a l'impression de les voir se faire face depuis l'avant-scène ce qui crée une sorte de « scène tournante ». 

Les Apôtres
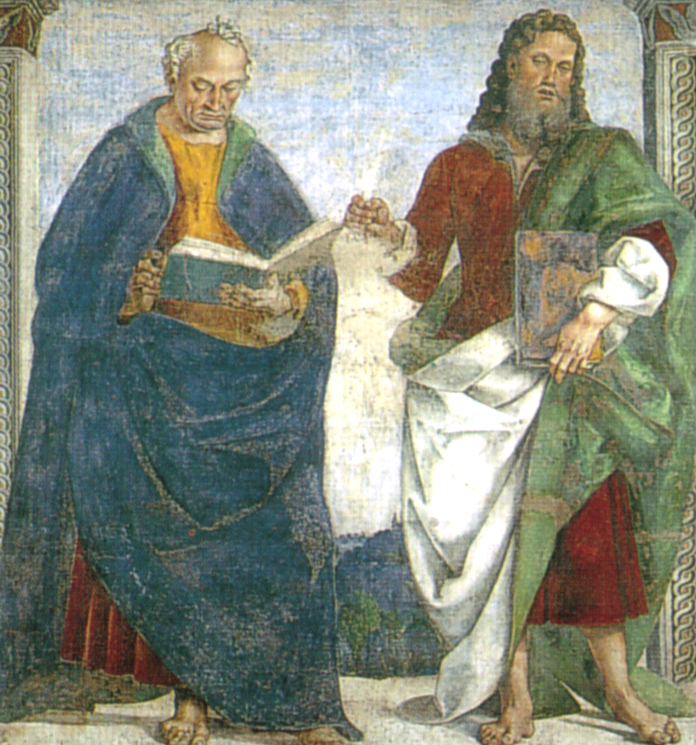
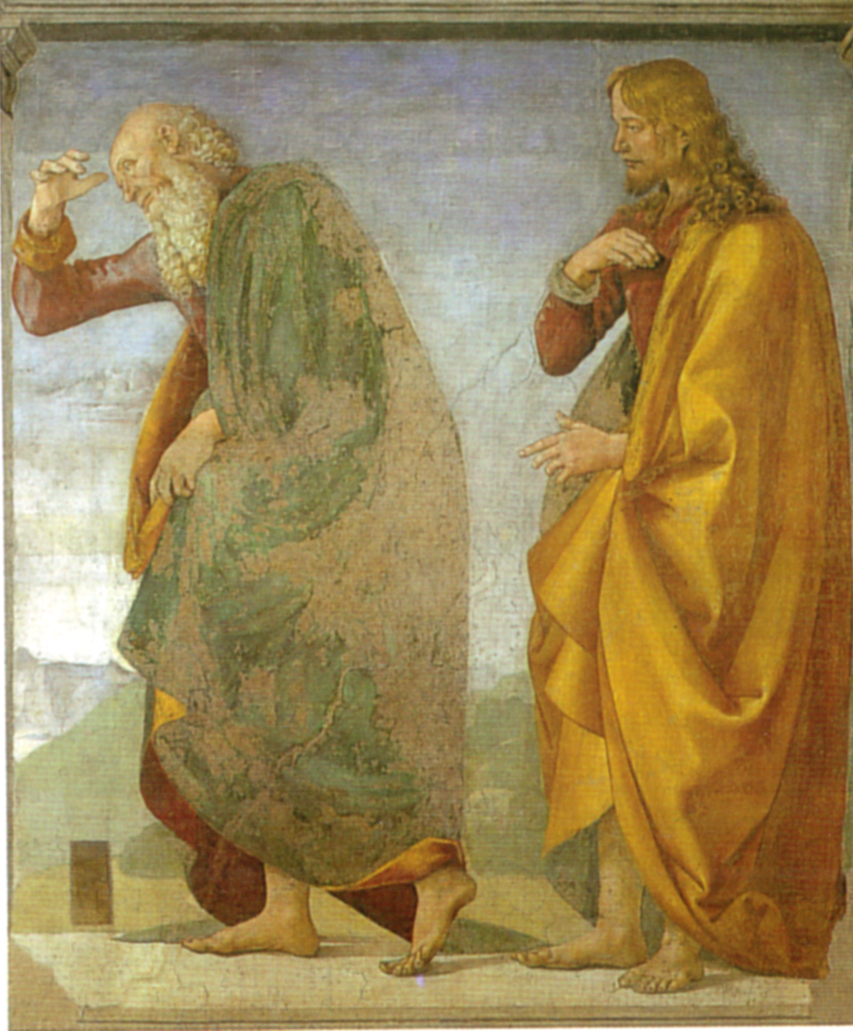
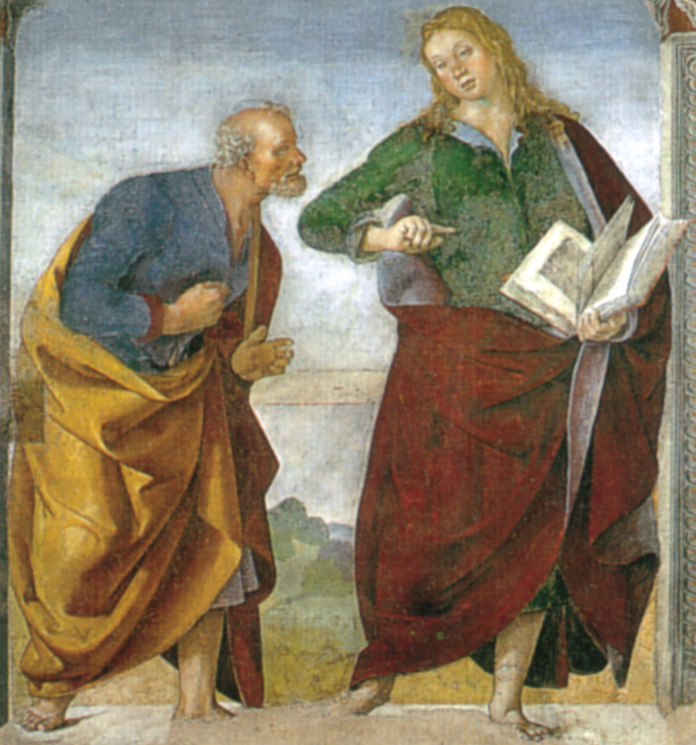
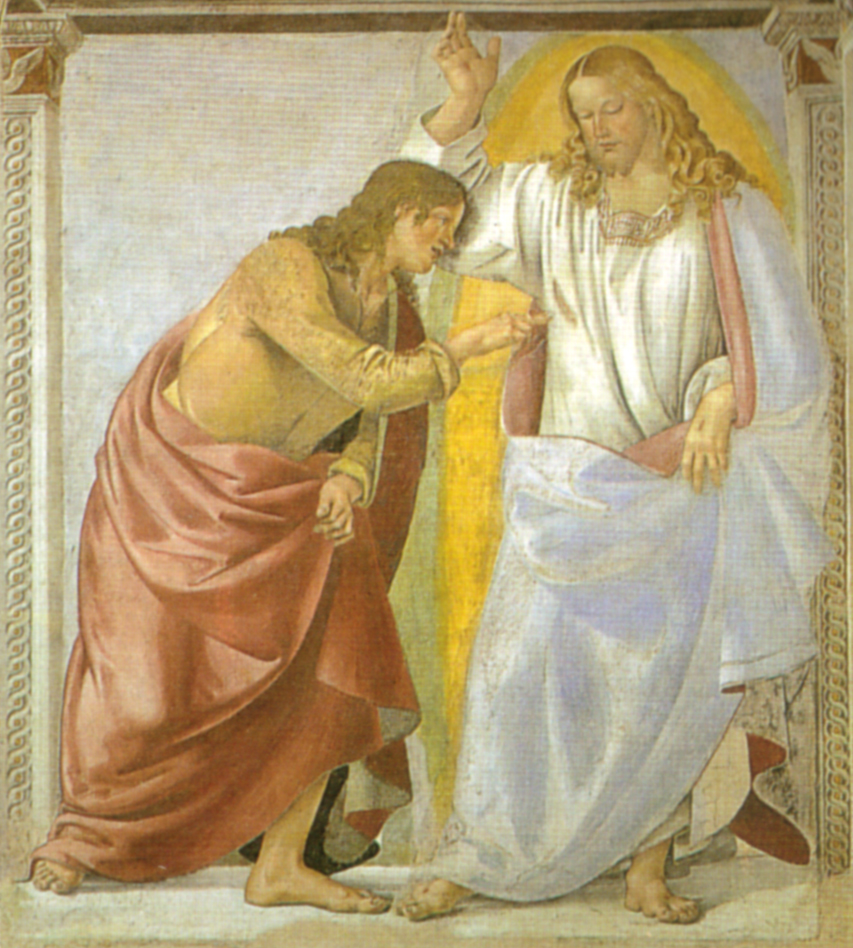
L'Incrédulité de Saint Thomas.

Le registre inférieur des murs est occupé par un ensemble de bancs et d'armoires marquetées, œuvre de la Renaissance de Domenico di Antonio Indivini, et réalisé par deux ateliers différents : un d'Urbino et un plus local, également actif dans la sacristie de San Luca. 
Sur le côté de la fenêtre, se trouve une vasque en marbre, œuvre de Benedetto da Majano. Le sol carrelé en majolique comportant des figurines imaginatives a été recréé au XIXe siècle sur la base de modèles du XVIe siècle.

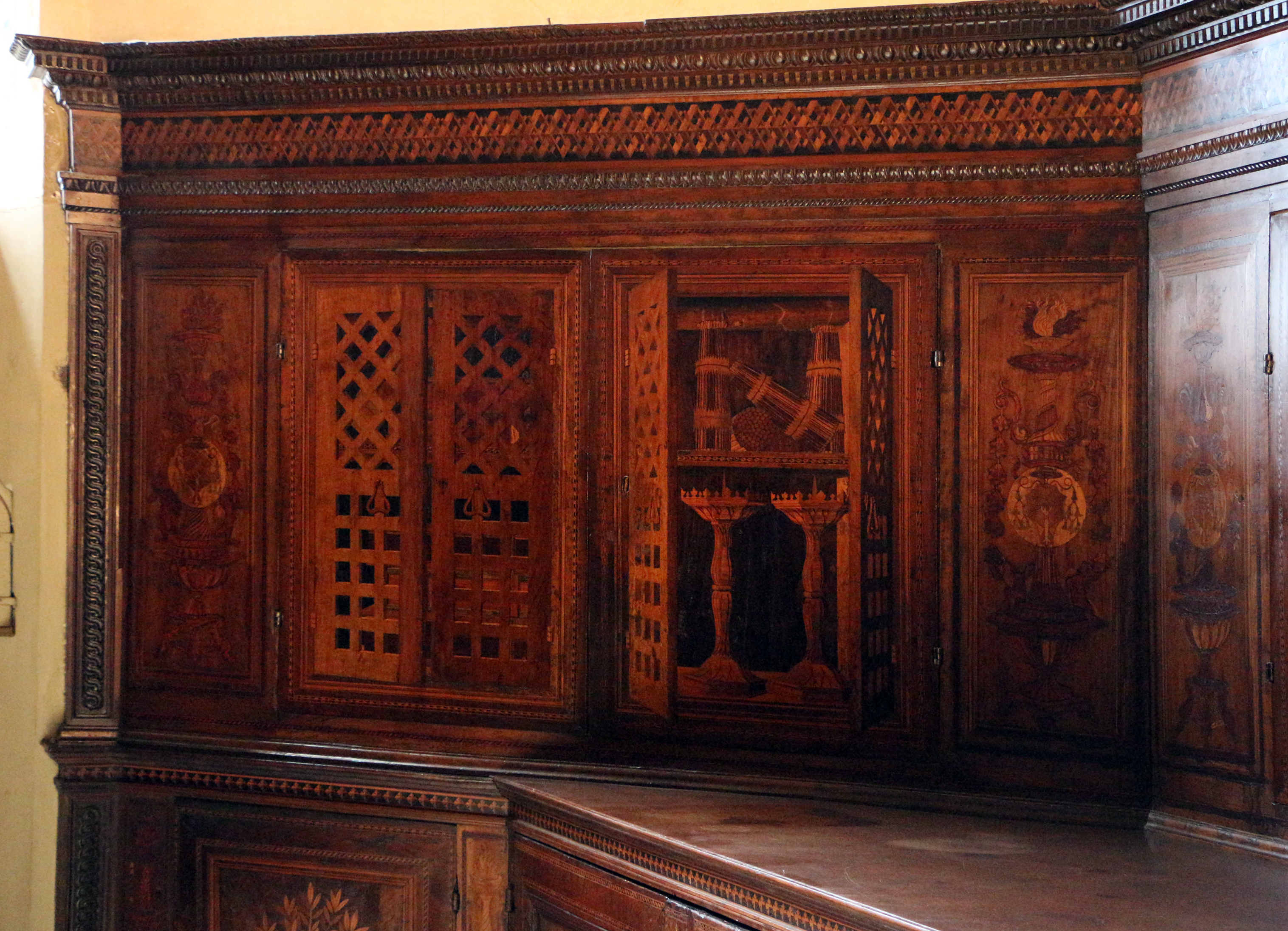
Mobilier en bois marqueté des Indivini, Ecole Florentine et Urbinate.
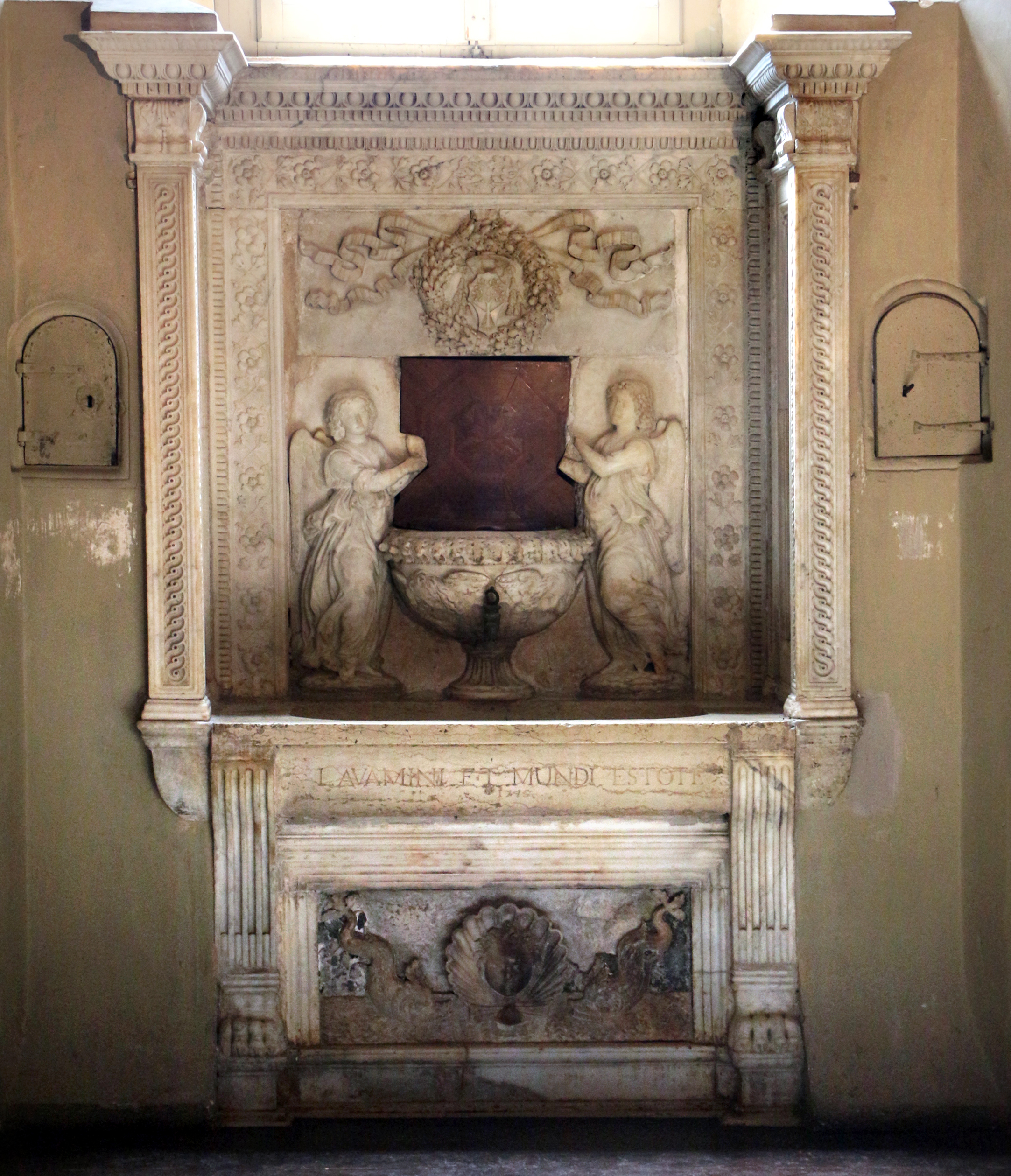
Lavabo de Benedetto da Majano.